# Micrathena miles
Micrathena miles es una especie de araña araneomorfa del género Micrathena, familia Araneidae. Fue descrita científicamente por Simon en 1895.
Habita en Brasil, Guayana y Perú.